# افراخس (تاركانت)
افراخس هي إحدى مشيخات المملكة المغربية، تتبع جغرافيا لإقليم الصويرة وإداريًا لتاركانت. يقدر عدد سكانها بـ 5029 نسمة حسب الإحصاء الرسمي للسكان والسكنى لسنة 2004.